# Vicq-d'Auribat
Vicq-d'Auribat é uma comuna francesa na região administrativa da Nova Aquitânia, no departamento Landes. Estende-se por uma área de 4,22 km². Em 2010 a comuna tinha 271 habitantes (densidade: 64,2 hab./km²).